# Montmorency (Val-d’Oise)
Montmorency egy község Franciaországban. Lakosainak száma 21 677 fő (2022. január 1.).

## Földrajza
Montmorency Domont, Andilly, Deuil-la-Barre, Enghien-les-Bains, Groslay, Piscop, Saint-Brice-sous-Forêt és Soisy-sous-Montmorency községekkel határos.

## Látnivalók
- Les Champeaux temető

## Testvértelepülések
- Kehl